# 토륨

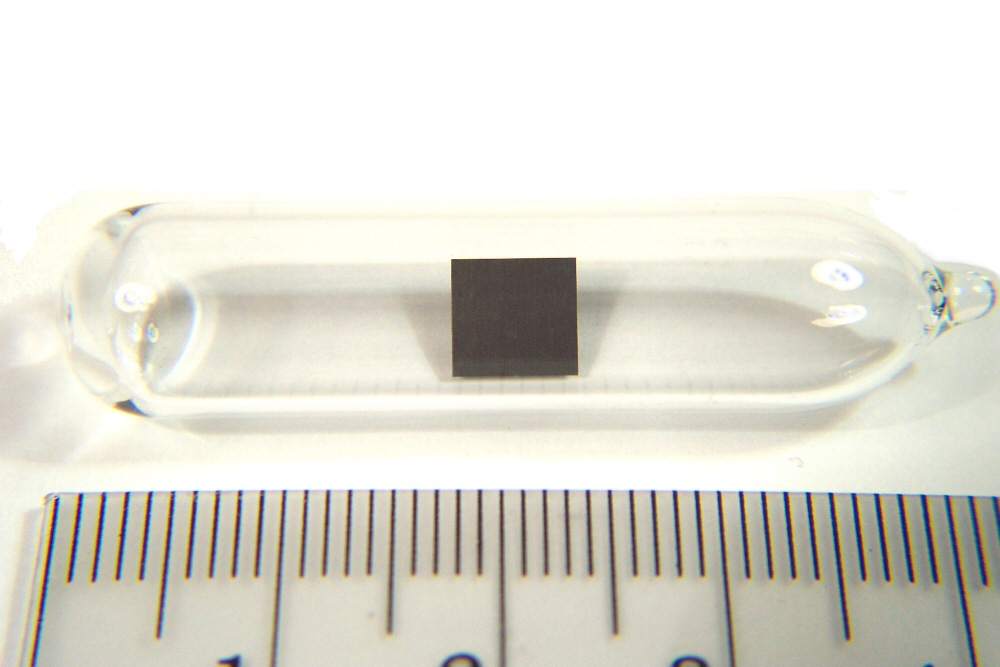

토륨(←영어: Thorium 소리엄[*], 문화어: 토리움←독일어: Thorium 토리움[*])은 화학 원소로 기호는 Th(←라틴어: Thorium 토리움[*]), 원자 번호는 90이다. 악티늄족이다. 토륨은 1828년 스웨덴의 화학자 옌스 야코브 베르셀리우스에 의해 발견되었으며 전쟁의 신 토르(Thor)의 이름에서 유래했다. 은백색 금속으로 공기와 접촉 시 이산화 토륨을 생성하면서 검은색으로 변색된다. 토륨은 비교적 높은 녹는점을 가진다. 토륨은 전기양성적인 금속으로 +4의 주요 산화수를 가진다. 꽤 반응성이 높으며 잘게 나눠진 조각 상태이면 공기 중에서 발화할 수도 있다.
지금까지 알려진 모든 토륨 동위원소는 방사성이다. 가장 안정한 동위원소는 토륨-232인데 알파 붕괴를 일으키고 반감기는 140억년 인데, 이는 우주의 나이 정도라고 할 수 있다. 이 동위원소는 붕괴하면서 토륨 계열(Thorium series)이라고 불리는 붕괴 계열을 시작시키는데 이 계열은 안정한 동위원소인 208Pb에서 끝이 난다. 지구에서 토륨(Th), 비스무트(Bi), 우라늄(U) 이 세 방사성 원소만이 지구가 생성되기 전에 생겨난 방사성 원소 중에서 지금까지 많은 양이 남아있는 원소이다. 토륨은 지각에서 우라늄(U)보다 3배 이상 많으며 모나자이트(monazite) 모래에서 희토류 금속을 분리하는 과정에서 분리되기도 한다. 그 외에 다른 동위원소들은 무거운 동위원소가 붕괴할 때 거치는 붕괴 계열의 중간 물질로 짧은 시간 존재하며 극소량이 존재한다.
토륨은 비소모성 가스 텅스텐 아크 용접 전극봉 합금의 원료로 사용되고 있는데, 차츰 다른 대체물질로 대체되고 있다. 또 토륨은 한때 가스맨틀(gas mantle)의 광원과 몇몇 진공관, 고가의 광학/과학적인 계기 장비의 재료로 쓰였지만 이마저도 별로 쓰이지 않는다. 토륨은 방사능에 대한 위험 때문에 이용이 점점 줄고 있다.
캐나다와 독일, 인도, 네덜란드, 영국, 미국에서는 토륨을 우라늄의 대체제로 써서 원자로를 가동하는 실험을 하고 있다. 토륨은 우라늄에 비해 안전하고 핵연료 원료물질(non-fertile material)이 아닌 동위원소가 생성되지 않으며 존재 비율이 높고 유용하기 때문에 대체제로 촉망받는다. 인도의 3단계 원자력 프로그램이 토륨 원전 분야에서 제일 잘 알려져 있다.

## 성질
토륨은 중간 정도 부드럽고, 상자성을 가지는 밝은 은색의 악티늄족 금속이다. 주기율표상으로 악티늄(Ac)의 오른쪽, 프로트악티늄(Pa)의 왼쪽, 세륨(Ce)의 아래쪽에 배열된다. 순수한 토륨은 연성이 좋다. 토륨 금속은 실온에서 면심입방격자 구조를 가진다. 온도와 압력에 따라 다른 두 가지 결정 구조도 가질 수 있는데 1360 °C 이상에서는 체심입방격자, 100 GPa 정도의 압력에서는 정방정계 구조를 가진다. 토륨 금속은 54 GPa의 체적 탄성 계수를 가지는데, 이는 주석(Sn)의 경우인 58.2 GPa와 비슷한 값이다. (비교를 위해, 알루미늄은 75.2 GPa, 구리는 137.8 GPa, 그리고 연철(mild steel)의 경우는 160–169 GPa이다.) 토륨은 연철 정도의 단단함을 가지기 때문에 열을 가하면 시트, 판으로 만들거나 줄로 뽑아낼 수도 있다.
토륨은 우라늄(U)과 플루토늄(Pu)의 절반 정도의 밀도를 가지며 그 둘보다 단단하다. 1.4 K 이하의 온도에서는 초전도체가 된다. 토륨의 녹는점은 1750 °C로 악티늄(1227 °C)과 프로트악티늄(1568 °C)의 경우보다 높다. 7주기가 시작되는 부분, 즉 프랑슘(Fr)에서 토륨으로 갈수록 원소들의 녹는점은 증가한다(다른 주기들에서도 이런 성질이 나타난다). 그 이유는 원자가 가진 비국소 전자의 개수가 많아지고(프랑슘은 1개, 토륨은 4개)금속에서 전자와 금속 이온 부분의 결합(금속 결합)이 더 강해진다는 것이다. 또 토륨에서 플루토늄까지 녹는점이 낮아지는 경향도 있는데, 이 두 원소 사이의 구간에서 5f 오비탈에 있는 전자 개수는 0.4에서 6으로 증가한다. 이 경향은 5f와 6d 오비탈의 혼성화가 증가하고 복잡한 결정 구조 안의 방향성 결합(directional bond) 형성으로 인한 금속결합의 약화가 원인이 된다. (토륨의 f 오비탈 전자의 개수는 정수가 아닌데 그 이유는 5f-6d 오비탈의 겹침 때문이다) 적어도 밀리그램 정도의 양이 연구될 수 있는(물리적 성질이 연구될 수 있는) 캘리포늄(Cf) 까지의 악티늄족 원소들 중에서, 토륨은 가장 높은 녹는점과 끓는점, 두번째로 낮은 밀도를 가진다. (악티늄이 이들 중 가장 밀도가 낮다.) 토륨의 끓는점은 4788 °C로 현재 끓는점이 알려진 원소들 중에서 5번째로 높은 값이다.
토륨의 측정되는 성질에는 샘플에 포함된 불순물의 정도가 영향을 미친다. 포함되어 있는 대표적인 불순물에는 이산화토륨이 있다. (ThO2) 어느 정도냐면 가장 순수한 토륨 샘플도 대부분 토륨의 산화물을 10 % 정도 포함할 정도이다. 토륨의 실험적인 밀도는 11.5에서 11.66 g/cm3 사이의 값으로 측정되는데 이 값은 토륨의 격자 모수(lattice parameter)를 바탕으로 예측된 값인 11.7 g/cm3 보다 약간 작다. 아마도 이것은 토륨이 주조될 때 생성되는 미세한 빈 공간 때문일 것이다. 토륨의 밀도 값은 이웃한 원소인 악티늄(10.1 g/cm3) 과 프로트악티늄(15.4 g/cm3)의 밀도 값 사이에 위치하며, 초반 악티늄족 원소들의 주기적 성질을 나타낸다. 토륨은 많은 금속원소들과 합금을 형성할 수 있다. 적은 양의 토륨을 첨가하면 마그네슘(Mg)의 역학적 강도를 향상시킬 수 있다. 그리고 토륨-마그네슘 합금은 미래에 토륨을 원료로 작동하는 원자로에서 토륨을 저장할 수 있는 방법 중 하나로 생각되고 있다. 토륨은 크로뮴(Cr), 우라늄(U)과 함께 공융 혼합물(eutectic mixture)을 생성할 수 있으며 또 바로 위에 위치한 세륨(Ce)과 고체, 액체 상태일 때 잘 섞이는 성질이 있다.

## 동위원소
원자번호 83번 비스무트(Bi)보다 작은 원자 번호를 가진 원소들에게는 프로메튬(Pm)과 테크네튬(Tc)을 제외하고 한가지 이상의 안정한 동위원소가 존재한다. 폴로늄(Po, 원자번호 84번) 이상의 원자 번호를 지닌 원소들은 방사성 원소로 여겨진다. 232Th은 비스무트 이후 등장하는 반감기가 몇십억 년인 세 동위원소 중 하나다. (나머지 둘은235U 와 238U) 232Th의 반감기는 140.5억 년으로, 지구의 나이보다 3배 정도 더 길며 우주의 나이보다 조금 더 길다. 그러므로 지구에는 지구가 형성될 때부터 있었던 토륨 중 4/5가 지금까지 남아있다. 232Th는 자연적으로 존재하는 유일한 토륨 동위원소다. 이 동위원소의 안정성은 142개의 중성자를 가지는 닫힌(꽉 찬) 원자핵의 부분 껍질(nuclear subshell)에 의해서 나타난다. 토륨은 지구에서 특유의 동위원소 조성을 가지고, 표준 원자량은 232.0377(4)이다. 토륨은 표준 원자량이 계산된 세 방사성 원소 중 하나이다. (나머지 원소들은 비스무트, 프로트악티늄, 우라늄이다)
토륨 원자핵은 알파붕괴를 하는데 그 이유는 강한 핵력이 큰 원자핵 안에서는 양성자들 사이의 전자기적 반발력을 이겨낼 수 없기 때문이다. 232Th의 알파 붕괴는 질량수가 4의 배수인 동위원소들을 포함하는, 토륨 계열이라고도 불리는 4n 붕괴 계열을 시작시킨다. 이 알파붕괴와 베타붕괴의 연속은 232Th부터 228Ra로, 최종적으로는 안정 동위원소 208Pb에서 끝난다. 토륨과 그 화합물 샘플은 붕괴 산물들을 포함하는데, 이들은 탈륨(Tl), 납(Pb), 비스무트(Bi), 폴로늄(Po), 라돈(Rn), 라듐(Ra), 그리고 악티늄(Ac)의 동위 원소들이다. 그래서 자연적인 토륨 샘플을 화학적으로 분리하여 유용한 붕괴 산물로써 나오는 동위원소를 얻기도 한다. 예를 들어 토륨 계열에서 등장하는 붕괴 산물 중 하나인 212Pb는 핵의학에서 암 치료에 사용된다. 토륨 동위원소 227Th는 (18.68 일의 반감기를 가지며, 알파입자를 방출한다)알파선원으로 암 치료에 사용될 수 있다. 232Th는 알파 붕괴를 하지만 가끔 자발적으로 핵분열하며 광물 내부에 이 동위원소가 존재했다는 흔적을 남긴다.(핵분열 산물로 나오는 비활성기체 원소인 제논 기체의 형태로, 광석 안에 갇혀 있다.) 하지만 이 과정의 반감기는 1021 년 이상이며 알파 붕괴하는 경우가 더 많다.

## 같이 보기
- 토륨 원전